# Petros III. Mongos
Petros III. Mongos († 490) war ein spätantiker Patriarch von Alexandrien. Er war als Monophysit ein Gegner der Glaubensformel von Chalcedon und einer der ersten koptischen Päpste nach der Abspaltung der koptischen Kirche von der römischen Reichskirche. Seine Amtsführung war Mitauslöser für das Akakianische Schisma. Petros wird in der koptischen Kirche als Heiliger verehrt, gilt aber in der katholischen und orthodoxen Kirche als Häretiker.
Petros war ein Parteigänger des in Chalcedon abgesetzten Patriarchen Dioskur von Alexandria, der ihn zum Diakon ordiniert hatte. Nach dessen Tod kämpften zwei Parteien in der Kirche von Alexandria um die Führung: die koptische Bevölkerung unterstützte einen gemäßigten Monophysitismus, während die griechischsprachige Stadtbevölkerung die orthodoxe Lehre von Chalcedon unterstützte. Nach dem Tod des monophysitischen Patriarchen Timotheos II. Eluros, anerkannten die Kopten Petros als Patriarchen an, während der orthodoxe Timotheos III. Salophakiolos, sich in ein Kloster zurückgezogen hatte und es nicht wagte, sich in der Öffentlichkeit zu zeigen.
Kaiser Zenon ließ Petros aus Alexandria vertreiben und installierte wieder Timotheos. Nach dem Tod des Timotheos 482 wurde Joannes I. Talaia zum Patriarchen gewählt. Aufgrund der Unruhen änderte Kaiser Zenon seine Religionspolitik: in seinem Auftrag verfasste Patriarch Akakios von Konstantinopel das Henotikon, eine Kompromisformel, die den auf den vorcalchedonischen Konzilien gefundene Konsens festhielt, sich aber über die 
Glaubensformel von Chalcedon ausschwieg. Da Petros, im Gegensatz zu Joannes Talaia, das Henotikon akzeptierte, wurde er vom Kaiser als Patriarch installiert.
Petros versuchte zuerst das Henotikon durchzusetzen, stieß dabei jedoch auf massiven Widerstand seitens einflussreicher Bischöfe und ägyptischer Mönche. Daraufhin stellte er sich offen gegen das Konzil von Chalcedon und ersetzte in den Diptychen die Namen seiner orthodoxen Amtsvorgänger Proterius und Timotheos III. Salophakiolos durch die anti-chalcedonensischen Patriartchen Dioskur I. und Timotheos II. Eluros. Akakios von Konstantinopel erhielt auf eine Anfrage einen eher ausweichend formulierten Brief, aufgrund dessen er die Kommunion beibehielt.
Joannes Talaia war nach Rom geflohen und der römische Patriarch Papst Simplicius nahm für ihn Partei. In der folgenden in scharfem Ton geführten Korrespondenz erklärte sich Akakios in Kommunion mit Petros. Papst Felix II. sandte zwei Bischöfe, Vitalis und Misenus, nach Konstantinopel und verlangte, dass Petros aus Alexandria vertrieben werde und Akakios nach Rom komme, um sein Verhalten zu erklären. Durch Drohungen und Versprechen wurden die Legaten zu gebracht, in den Diptychen ausdrücklich den Namen Peter zu verlesen. Als das in Rom bekannt wurde, berief Felix eine Synode in der Lateranbasilika ein, auf der Akakios, Petros und die Legaten exkommuniziert wurden. Unterstützt vom Kaiser, ignorierte Akakios die Exkommunikation und entfernte seinerseits den Namen des Felix aus den Diptychen und blieb mit Petros in Kommunion. Das daraus entstehende Akakianische Schisma spaltete die Kirchen von Rom und Konstantinopel für die folgenden Jahrzehnte.